# 욕망을 파는 집 (영화)
욕망을 파는 집(Needful Things)은 미국에서 제작된 프레이저 클락 헤스톤 감독의 1993년 영화이다. 막스 폰 시도우 등이 주연으로 출연하였고 잭 커밍스 등이 제작에 참여하였다.

## 출연

### 주연
- 막스 폰 시도우
- 에드 해리스
- 보니 베델리아
- 아만다 플러머
- J.T. 월쉬

### 조연
- 레이 맥키넌
- 던컨 프레이저
- 발리 브롬필드
- 쉐인 메이어
- 윌리암 모건 쉐퍼드
- 돈 에스 데이비스
- 캠벨 레인
- 에릭 슈나이더
- 프랭크 C. 터너
- 질리언 바버
- 데보라 웨이크햄
- 로슬린 먼로
- 빌 크로프트
- 디 제이 잭슨
- 앤 원 페그
- 탬신 켈시

## 제작진
- 원작자: 스티븐 킹
- 미술: 더글라스 히긴스
- 의상: 모니크 프러드홈
- 배역: 스투어트 아이킨스
- 배역: 마리 게일 아츠
- 배역: 바바라 코엔
- Ass-PD: 고든 마크